# Can Mata (Esparreguera)
Can Mata és un edifici del municipi d'Esparreguera (Baix Llobregat) inclòs en l'Inventari del Patrimoni Arquitectònic de Catalunya.

## Descripció
És una casa senyorial amb porxada al darrere i jardí. L'edifici consta de planta baixa, dos pisos i golfes. Cada planta està separada per una motllura i una cornisa corona l'edifici. La façana principal té una sèrie de grans obertures distribuïdes de forma regular, totes tenen una motllura que les ressegueix i les del primer i segon pis donen a un balcó individual. La coberta és a quatre aigües.